# The Outsyders
The Outsyders är Atlanta, Georgia-baserade musikproducenter och består av Nikesha Briscoe, Dean Beresford, Ervin Ward, Kamran Mian och Rapheal Akinyemi. Deras första verk var Britney Spears första singel från hennes sjätte studioalbum, Circus. Singeln heter "Womanizer" och släpptes på radio 26 september 2008. Den låg  etta på Billboard Hot 100 , Canadian Hot 100 och Sverigetopplistan.